# Hedley Glacier
Hedley Glacier är en glaciär i Antarktis. Den ligger i Östantarktis. Nya Zeeland gör anspråk på området. Hedley Glacier ligger 793 meter över havet.
Terrängen runt Hedley Glacier är varierad. Trakten är obefolkad. Det finns inga samhällen i närheten. 